# Tarnówka (Piaseczno)
Tarnówka – część wsi Piaseczno w Polsce, położona w województwie świętokrzyskim, w powiecie sandomierskim, w gminie Łoniów. Wchodzi w skład sołectwa Piaseczno.
W latach 1975–1998 Tarnówka administracyjnie należała do województwa tarnobrzeskiego.